# Sint-Gerardus Majellakerk (Heerlen)
De Sint-Gerardus Majellakerk  in Heerlen is een kerkgebouw in Nederlands Limburg. Bij de voltooiing in 1938 werd de kerk gewijd aan Gerardus Majella. Het gebouw geldt als een hoogtepunt in het oeuvre van bouwmeester Alphons Boosten en is een rijksmonument, mede vanwege de verbondenheid met de Limburgse mijnbouw en de betrokkenheid van diverse prominente kunstenaars.
Naast de kerk staat het Sint-Barbarabeeld, de patroonheilige van mijnwerkers.

## Ligging
Het gebouw ligt in de wijk Heksenberg, die vanaf 1925 gebouwd is door Stichting Thuis Best. Aan de overkant van de Heerenweg ligt de voormalige mijn Oranje-Nassau IV en in de waardering als rijksmonument wordt verwezen naar de verbondenheid met de mijnbouw in Heerlen. De opdracht uit 1931 van bisschop Schrijnen aan bouwkapelaan Honee vraagt uitdrukkelijk om de kerk te bouwen nabij de wijk en de mijn.
De hoofdingang, via een portaal naar het kerkschip, ligt aan de drukke Heerenweg, de doorgaande weg die langs de Brunssummerheide via Rumpen naar Brunssum gaat. Vanaf de Heerenweg gezien staat de hoofdtoren aan de noordoostkant van het gebouw, aan de rechterzijde van het portaal, 
Twee zijingangen van de kerk liggen aan de Hei Grindelweg. Omsloten door die weg en de Bruinkoolweg ligt de Basisschool Gerardus Majella, waarvan het gebouw uit 1933 stamt en als noodkerk gediend heeft tijdens de bouw van de gelijknamige kerk. Samen met het veel jongere Gemeenschapshuis Heksenberg liggen kerk en school in een plantsoen dat voorbij de Bruinkoolweg naar het westen uitloopt in sportpark Pronsebroek.

## Bouwgeschiedenis
- 1936, 19 november: aanbesteding van de bouw, voor een bedrag van 75.000 gulden
- 1936, 29 november: begin van de bouw
- 1937, 18 september: eerstesteenlegging
- 1938, 18 juli: inwijding
- 1986: dak gerestaureerd
- 1991: de toren en het voegwerk gerestaureerd

## Pastoors
- 1932-1940 G.M.E.A. Honee, bouwpastoor, kapelaan in de Corneliusparochie, Heerlerheide
- 1940-1962 G.A.H.W. Luchtmann
- 1962-1968 J.J.M.A. Riemersma
- 1968-1983 F.F.H. Wiertz
- 1983-1997 F.J. Klein
- 1997-2006 G.W. v/d Wegen (kapelaan), Deken van Galen administrator
- 2005-2007 Clemens van Weelden o.f.m.
- 2007-2013 Dominic Thomas Kanjirathinal

Vanaf 2013 is de Gerardus Majellaparochie gefuseerd met de Corneliusparochie van Heerlerheide en heeft Heksenberg geen eigen pastoor meer.

## Opbouw
Het niet-georiënteerde bakstenen kerkgebouw met neoromaanse invloeden staat op een hoofdzakelijk rechthoekige plattegrond. De vierkante ongelede kerktoren met terugliggend tentdak is gebouwd in de frontgevel van het toegangsportaal voor de kerkgangers, aan de noordzijde van de kerk, naast de lengte-as. Het driebeukige schip bestaat uit vier traveeën in pseudobasilicale opstand. De toegang voor de kerkgangers is via een portaal met een haaks liggend zadeldak. Het transept met eveneens een haaks liggend zadeldak heeft aan de noordzijde een klein portaal met twee zijingangen. Portaal en transept hebben dezelfde nokhoogte als het schip.
De apsis heeft de vorm van een ronde toren, die open is naar het schip van de kerk, Daardoor is vanuit de kerk zicht op Charles Eycks monumentale, halfronde muurschildering, die de muur van de apsis bedekt vanaf de rondboogvensters tot aan het dak. Ook de glas-in-loodramen in de apsis zijn ontworpen door Eyck. De apsis wordt voor de helft omsloten door het transept en voor de helft door een koorommegang.